# Innstadtfriedhof

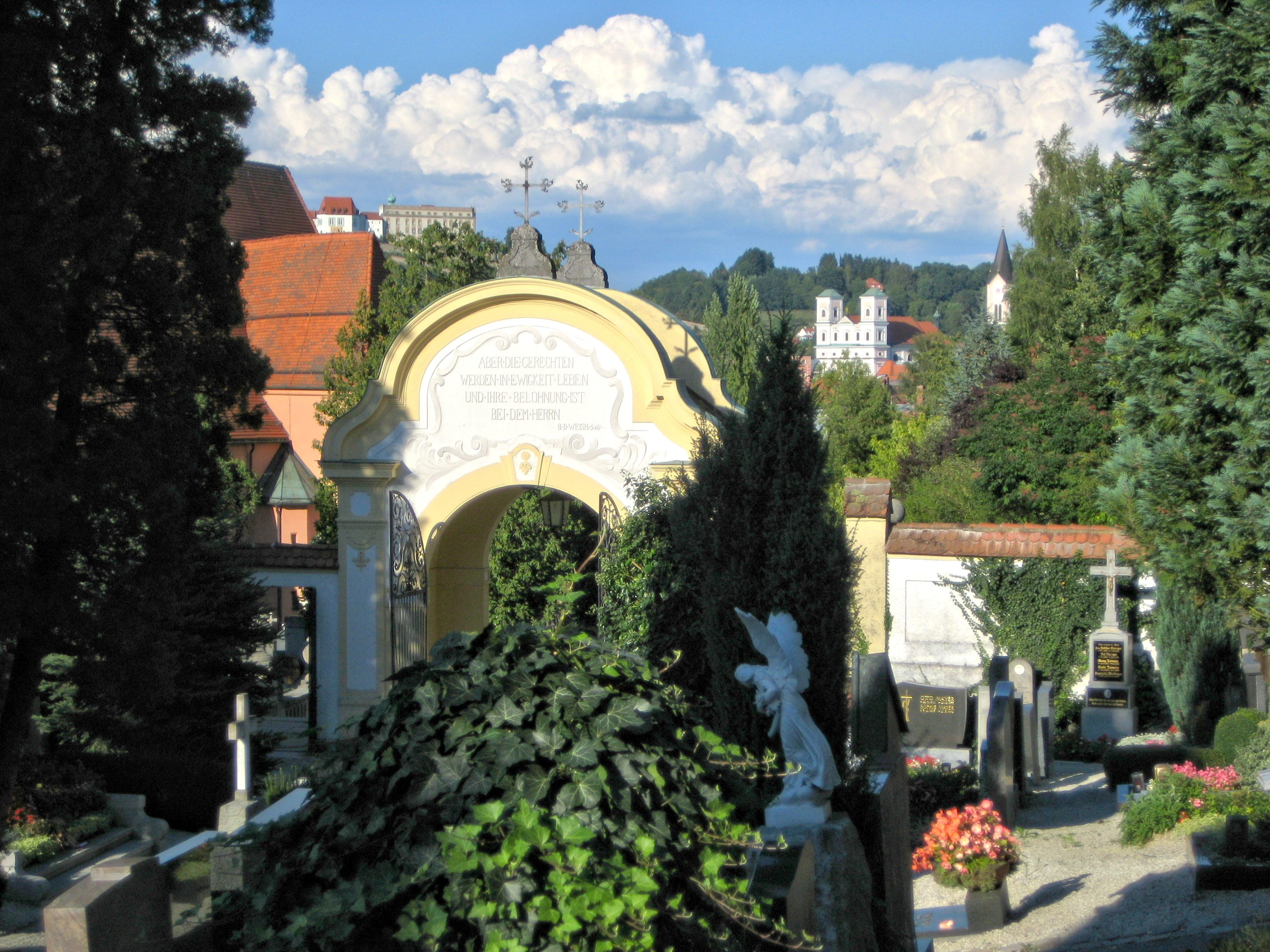
Das Portal des Innstadtfriedhofs (Teil „Severinsfriedhof“), einem der ältesten Friedhöfe im deutschen Kulturraum

Der Innstadtfriedhof in Passau ist ein Friedhof im Stadtteil Innstadt. Zahlreiche bekannte Personen der Stadt Passau sind hier beerdigt. Auch das Ehrenmal der Stadt Passau hat wie das Denkmal an alle Opfer der NS-Gewaltherrschaft hier seinen Standort. Mit über 5.300 Grabstätten ist er der weitaus größte Friedhof in Passau. Seine Adresse lautet „Am Severinstor 9, 94032 Passau“.

## Geschichte des Friedhofs
Der Friedhof wurde von der Stadtgemeinde Passau 1878 angelegt und erstmals 1895 erweitert. Bei der Erweiterung kamen die Arkadengräber hinzu.

## Gliederung
Der Innstadtfriedhof besteht aus dem Haupt- und Waldfriedhof (westlicher Teil, Haupteingang südlich „Am Severinstor 12“), dem Hochfriedhof (südlich der Kirche St. Severin) und dem um o.a. Kirche liegenden Friedhofsteil („Severinsfriedhof“).

## Persönlichkeiten (Auswahl)
Unter anderem wurden nachfolgende Persönlichkeiten mit eigenem Wikipedia-Artikel auf dem Innstadtfriedhof bestattet:
- Joseph Bucher (1838–1909), Verleger und Politiker
- Emil Brichta (1915–1997), Oberbürgermeister
- Franz Xaver Eggersdorfer (1879–1958), katholischer Theologe und Pädagoge.
- Rudolf Guby (1888–1929), Kunsthistoriker und Heimatforscher
- Leopold M. Kantner (1932–2004), Geistlicher, Musikwissenschaftler, Kirchenmusiker und Komponist
- Max Matheis (1894–1984), Heimatschriftsteller
- Gerhard Merkl (1961–2016), Domkapellmeister
- Reinhard Raffalt (1923–1976), Schriftsteller und Journalist
- Walther R. Schuster (1930–1992), Domorganist und Komponist
- Franz Seraph von Pichler (1852–1927), katholischer Geistlicher und Mitglied des Deutschen Reichstags
- Franz Stockbauer (1853–1938), Kommerzienrat
- Albert Strohm (1929–2016), Dekan
- Otto Zirnbauer (1903–1970), Bildhauer und Restaurator

## Öffnungszeiten
- November, Dezember, Januar und Februar: 07:00 bis 17:00 Uhr
- März und Oktober: 07:00 bis 18:00 Uhr
- April und September: 07:00 bis 19:00 Uhr
- Mai, Juni, Juli und August: 07:00 bis 20:00 Uhr